# St. Marien (Oederan)

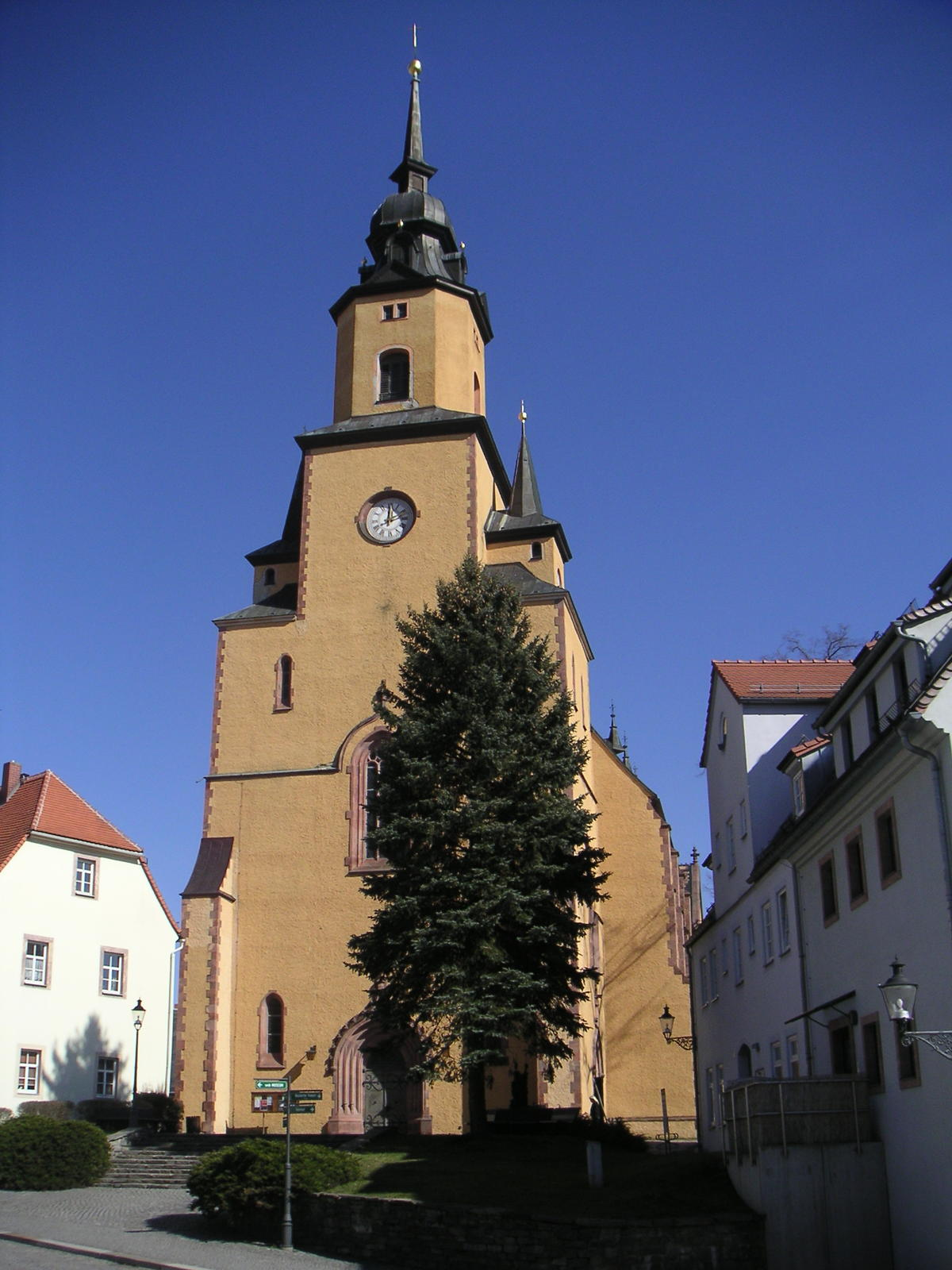
St. Marien in Oederan

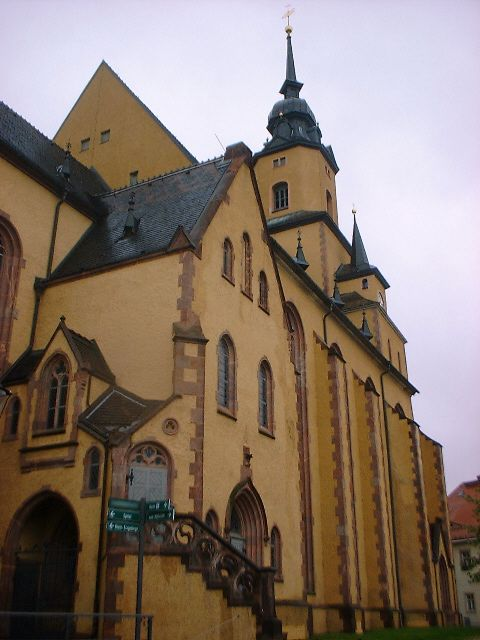
Nordostansicht

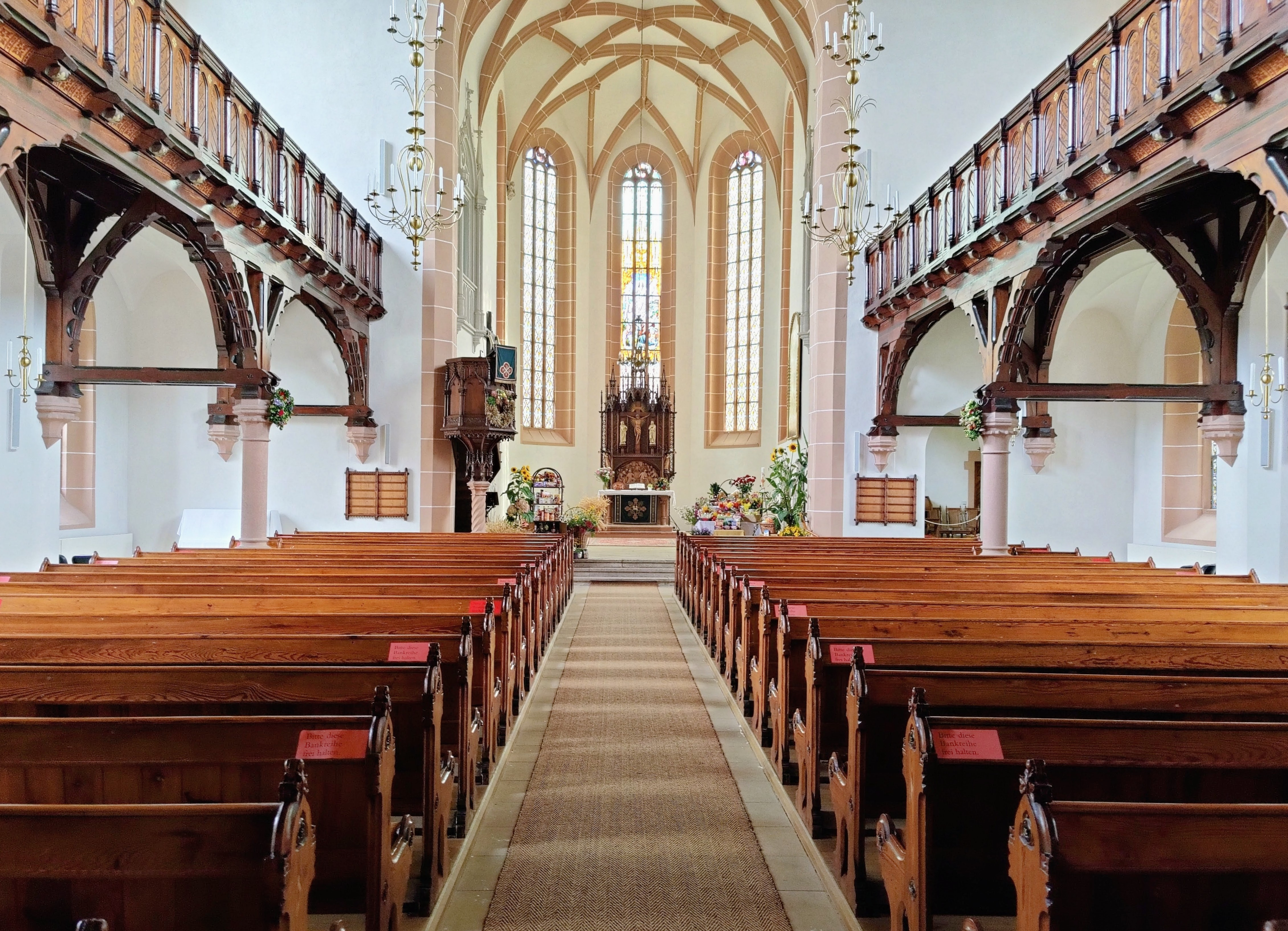
Innenraum, Blick nach Osten

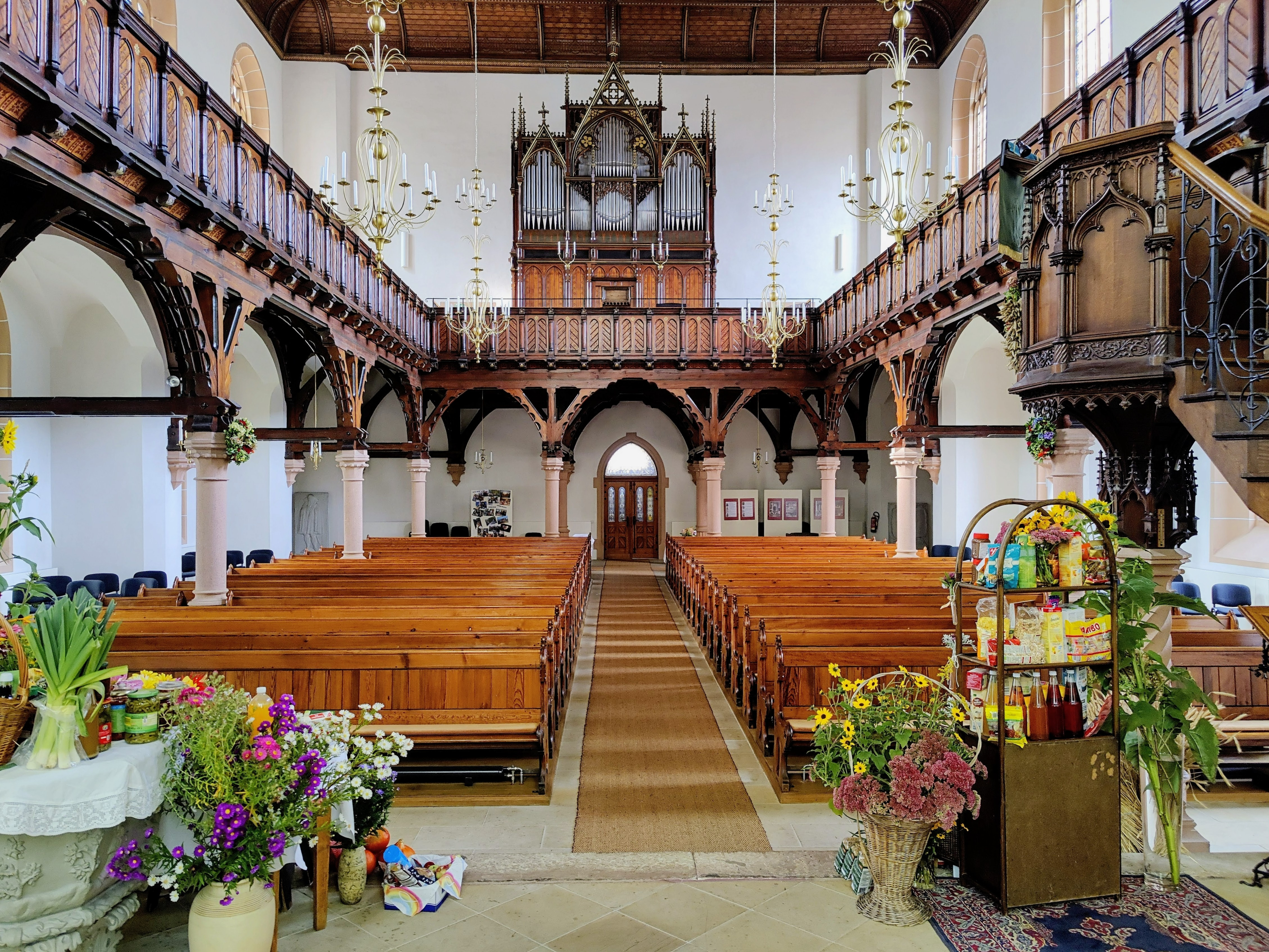
Innenraum, Blick nach Westen

Die Stadtkirche St. Marien ist eine spätgotische Kirche in Oederan im Landkreis Mittelsachsen und gehört zur Ev.-luth. Kirchgemeinde Oederan im Kirchenbezirk Marienberg der Evangelisch-Lutherischen Landeskirche Sachsens. Sie dominiert das Stadtbild von Oederan. Die Kirche ist bekannt für ihre Orgel von Gottfried Silbermann, die allerdings später ein neugotisches Gehäuse erhielt. Das Patrozinium St. Marien wurde 1375 erstmals erwähnt und ist somit das ursprüngliche der heutigen Kirche.

## Geschichte und Architektur
Das als dreischiffige Hallenkirche mit eingezogenen Strebepfeilern (ähnlich dem Freiberger Dom) geplante Bauwerk wurde wohl wegen der großen Spannweite flachgedeckt ausgeführt. Die Kirche wurde unter Nutzung von Teilen des 1467 durch Brand beschädigten Vorgängerbaus im späten 15. Jahrhundert erbaut und 1709 erneuert, der Turm wurde 1725 vollendet. Eine eingreifende neugotische Umgestaltung des Äußeren und Inneren geschah 1890 bis 1892 unter Leitung von Christian Gottfried Schramm. Weitere Male wurde das Gebäude 1968 innen und seit 1990 außen restauriert.
Die Kirche ist ein verputzter Bruchsteinbau mit markanten steinsichtigen Gliederungen aus Rochlitzer Porphyr und gestrecktem, stark eingezogenem Chor mit Dreiachtelschluss und Strebepfeilern. An der Chornordseite der Kirche befindet sich die Sakristei, an der Südseite die Taufkapelle. Der monumentale querrechteckige Westbau geht vermutlich auf das 13. Jahrhundert zurück, der obere gestaffelte Abschluss wurde 1725 vollendet. Die Kirche hat schlichte Maßwerkfenster, das Eingangsportal mit krabbenbesetztem Kielbogen und Kreuz ist mit der Jahreszahl 1891 bezeichnet.
Der weite Innenraum mit einer flachen Kassettendecke und Voute ist von einer dunklen neugotischen Holzausstattung des 19. Jahrhunderts geprägt. Die Decke und die Emporen sind mit Blüten- und Blattranken bemalt. Die massiven Emporen an drei Seiten zwischen den teilweise eingezogenen Strebepfeilern wurden durch Holzeinbauten des 19. Jahrhunderts verdeckt. In den westlichen Ecken des Schiffes befinden sich Treppentürmchen, das südliche ist mit einer kleinen netzgewölbten Vorhalle verbunden. Ein hoher Rundbogen führt zum Chor mit Netzgewölbe. Die Sakristei ist ebenfalls mit Netzgewölbe versehen. An der Nordseite befindet sich die Ratsherren- und Gerichtsloge, an der Südseite die Loge der Rittergutsbesitzer von Schönberg und Börnichen. Über der Loge ist das Wappen der späteren Besitzer Hohenthal von Püchau angebracht. Die Rahmungen sind mit krabbenbesetztem Kielbogen und Kreuzblume verziert.

## Ausstattung
Der neugotische Schnitzaltar und die polygonale Kanzel wurden von Carl Förster aus Leipzig gestaltet. Die Glasmalereien im Chorscheitel mit der Auferstehung Christi schuf Bruno Urban, Dresden im Jahr 1891. Von der alten Ausstattung blieben ein barockes Gemälde vom früheren Altar mit der Darstellung der Auferstehung aus der 2. Hälfte des 17. Jahrhunderts und die Orgel erhalten. Ein romanischer Taufstein aus Porphyr mit Eckblättern stammt vermutlich aus dem 13. Jahrhundert. Ein weiterer, barocker Taufstein mit der Darstellung der Taufe Christi war früher farbig gefasst und ist eine Stiftung des Friedrich von Schönberg von 1721. Ein Kruzifix mit lebensgroßem Korpus ist aus der zweiten Hälfte des 17. Jahrhunderts erhalten. Weiterhin sind Pastorenbilder aus dem 18. Jahrhundert sowie Grabdenkmäler aus Sandstein des 17. und 18. Jahrhunderts (darunter einige figürliche) erhalten geblieben, außerdem die Pfarrergrabsteine mit lebensgroßer Darstellung in flachem Relief von Paulus Odontius († 1605) mit lateinischer Umschrift, Michael Koch († 1631) und Jacob Daniel Starck († 1688).

## Orgel

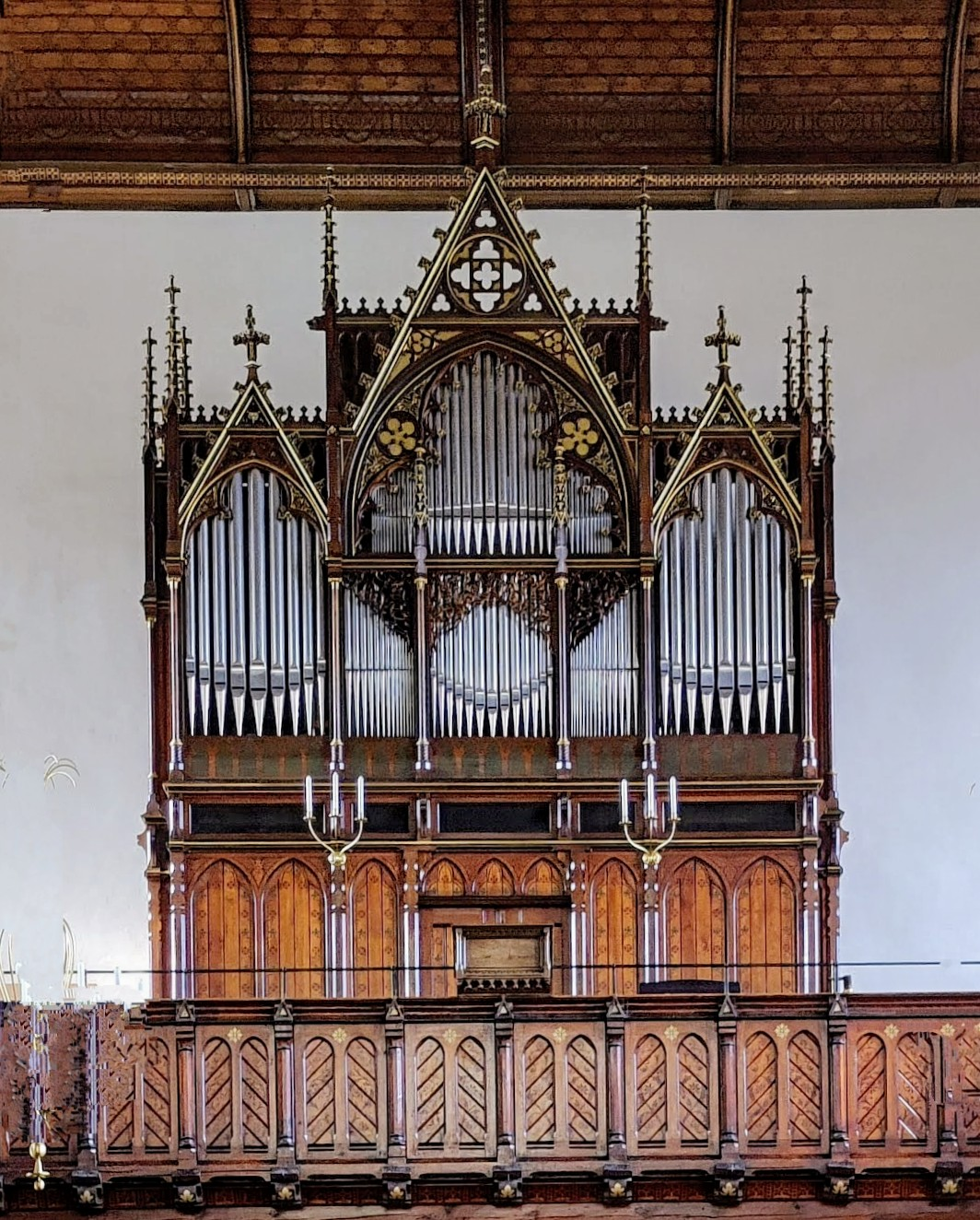
Orgel

Die Orgel ist ein Werk von Gottfried Silbermann aus dem Jahr 1727 mit ursprünglich 24, heute 25 Registern auf zwei Manualen und Pedal. Bei der neugotischen Umgestaltung des Kirchenraums 1890/1892 erhielt die Orgel ein neues Gehäuse aus der Kunsttischlerei Ernst Weißbach, Dresden. Gleichzeitig tauschten die Gebrüder Jehmlich, Dresden, zwei Register aus, 1902/1903 stellten sie die damals zeitgemäße Kammertonstimmung her. 1937 baute Hermann Eule Orgelbau Bautzen die ausgetauschten Register wieder ein, fügte jedoch 1941 eine Dulzflöte 8′ hinzu. Weitere Restaurierungen durch Eule folgten 1968 und 1992/1993. Gegenwärtig (Stand 2022) besitzt die Orgel außer der Originaldisposition einen zusätzlichen Tremulanten für das Oberwerk und seit 1997 eine von Christian Reinhold, Bernstadt, eingesetzte Vox humana 8′ im Hauptwerk. Die Disposition lautet:
| I Hauptwerk CD–c3  |     |
| Bordun             | 16′ |
| Principal          | 8′  |
| Rohrflöte          | 8′  |
| Octava             | 4′  |
| Spitzflöte         | 4′  |
| Quinta             | 3′  |
| Octava             | 2′  |
| Cornet III (ab c1) |     |
| Mixtur III         |     |
| Cymbel II          |     |
| Vox humana         | 8′  |

| II Oberwerk CD–c3 |        |
| Gedackt           | 8′     |
| Quintaden         | 8′     |
| Principal         | 4′     |
| Rohrflöte         | 4′     |
| Nassat            | 3′     |
| Octava            | 2′     |
| Tertia            | 1 3⁄5′ |
| Quinta            | 1 ⁄2′  |
| Sifflöt           | 1′     |
| Mixtur III        |        |

| Pedal CD–c1   |     |
| Principalbass | 16′ |
| Octavbass     | 8′  |
| Posaunenbass  | 16′ |
| Trompete      | 8′  |

Nebenregister:
- Tremulant (Hauptwerk)
- Schwebung (Tremulant Oberwerk)
- Schiebekoppel II/I
- Pedalkoppel I/P
- Calcant

Anmerkungen
- Tonhöhe: gegenwärtig a1 = 437 Hz
- Stimmung: Ursprüngliche Temperatur nicht nachweisbar, gegenwärtig gleichstufig.
- Winddruck: 88 mmWS

## Geläut
Das Geläut besteht aus drei Eisenhartgussglocken, der Glockenstuhl und die Glockenjoche sind aus Stahl beziehungsweise Gusseisen gefertigt.
Im Folgenden eine Datenübersicht des Geläutes:
| Nr. | Gussdatum | Gießer                                 | Material      | Durchmesser | Masse   | Schlagton |
| --- | --------- | -------------------------------------- | ------------- | ----------- | ------- | --------- |
| 1   | 1918      | Glockengießerei Schilling & Lattermann | Eisenhartguss | 1430 mm     | 1150 kg | f′        |
| 2   | 1918      | Glockengießerei Schilling & Lattermann | Eisenhartguss | 1170 mm     | 550 kg  | as′       |
| 3   | 1918      | Glockengießerei Schilling & Lattermann | Eisenhartguss | 920 mm      | 290 kg  | b′        |